# Microcyclops echinatus
Microcyclops echinatus – gatunek widłonoga z rodziny Cyclopidae. Nazwa naukowa tego gatunku skorupiaków została opublikowana w 2000 roku przez Franka Fiersa, Véronique Ghenne i Eduarda Suárez-Moralesa.